# Friedrich Gottlieb von Laurens
Friedrich Gottlieb von Laurens (* 18. November 1736 in Halle (Saale); † 15. August 1803 in Ansbach) war ein preußischer Generalmajor und Chef des Infanterieregiments Nr. 56.

## Leben

### Herkunft
Seine Eltern waren Friedrich Johann von Laurens (* 1703; † 13. Juli 1751), Major im Infanterieregiment „Seers“ Nr. 49, und dessen Ehefrau Dorothea Elisabeth Bertram aus Halle.

### Militärkarriere
Laurens kam 1756 als Gefreitenkorporal in das Infanterieregiment Nr. 5 der Preußischen Armee. Während des Siebenjährigen Krieges nahm er an den Schlachten bei Roßbach, Leuthen, Liegnitz und Hochkirch sowie bei den Belagerungen von Prag, Breslau, Olmütz und Dresden teil. In der Zeit wurde er am 27. Oktober 1759 Fähnrich und am 26. November 1760 Sekondeleutnant.
Nach dem Krieg wurde er am 9. Juni 1766 Premierleutnant und am 5. Januar 1770 Generaladjutant bei Generalleutnant von Saldern. Am 22. März 1773 wurde er Stabskapitän, am 23. Juni 1777 Kapitän und Kompaniechef in Regiment Nr. 5. Laurens nahm als solcher am Bayerischen Erbfolgekrieg teil. Am 14. Oktober 1781 kam er als Major mit Patent vom 14. Oktober 1781 in das Infanterieregiment Nr. 11. Er wurde dazu am 23. Dezember 1784 Kommandeur des Grenadierbataillons (zuvor von Hausen). Am 24. August 1790 wurde Laurens Oberstleutnant und am 23. Dezember 1790 Kommandeur des Infanterieregiments „Jung-Schwerin“ Nr. 26. Bei einer Revue 1792 erhielt er den Orden Pour le Mérite. Am 25. Mai 1792 erfolgte die Beförderung zum Oberst, kurz danach am 12. Juni 1792 wurde er sechs Wochen nach Bad Lauchstädt in Urlaub geschickt. Laurens kämpfte 1794 in Polen. Am 5. April 1796 wurde er Chef des Infanterieregiments Nr. 56. Am 30. Mai 1798 wurde er Generalmajor. Am 6. Juni 1803 wurde er wegen seines schlechten Gesundheitszustandes für zwei Monate nach Bad Pyrmont geschickt.
Laurens verstarb unverheiratet am 15. August 1803 in Ansbach.

#### Regiment Nr. 56
Das Regiment wurde erst durch seinen vorhergehenden Chef Christoph Ludwig Rudolph von Reitzenstein in preußische Dienste geführt. Es war eine Auszeichnung, dass Laurens dieses Regiment erhielt. Er war ein guter Soldat und auch in seiner Garnison Ansbach sehr beliebt. Das Regiment hatte aber auch eine Besonderheit: Viele der Soldaten und Unteroffiziere waren Deserteure, die aus der Ansbacher Armee geflohen waren, bevor die Truppen 1777 nach Amerika verschifft wurden. 1802 forderte die Regierung die Auslieferung von 162 Deserteuren; sollten sie nicht vor Gericht erscheinen, sollte das Vermögen eingezogen und der Name an den Galgen geschlagen werden. Desertion stand auch in der Preußischen Armee unter strenger Strafe, aber der König Friedrich Wilhelm III. zeigte sich sehr irritiert, das man nach solch langer Zeit einen Prozess anstrengen wollte (Ansbach-Bayreuth war 1791 preußisch geworden). Er verfügte, dass alle Prozesse gegen vor 1794 desertierte Soldaten zu unterbinden waren. So verlief die Sache im Sand.